# La Mejorana

Rosario Monge La Mejorana

La Mejorana, eigentlich Rosario Monge (* 1862 oder 1858 in Cádiz; † 1922 oder 1920 in Madrid), war eine spanische Flamenco-Tänzerin.

## Leben
Die Familie von Rosario war tief in der Tradition des Flamencos verwurzelt. Rosario war Nichte von La Cachuchera, einer Tänzerin, die für ihre Interpretationen von Soleares bekannt war.
1878, im Alter von sechzehn Jahren, war sie als La Mejorana bereits eine hoch angesehene Tänzerin. Sie tanzte in den bekanntesten Cafés cantantes von Sevilla, namentlich dem von Silverio Franconetti und in Manuel Ojedas Café del Burrero. In einem dieser Cafés lernte sie Víctor Rojas, kennen, einen Schneider von Torero-Kostümen. Sie heiratete ihn 1881. Aus der Ehe gingen die Tänzerin und Sängerin Pastora Imperio und der Gitarrist Víctor Rojas hervor.
Ende der 1880er Jahre gab La Mejorana ihren Beruf als Tänzerin auf und widmete sich von da an ganz ihrer Familie.

## Rezeption
Obwohl La Mejorana nur eine kurze künstlerische Karriere beschieden war, so setzte sie doch einige richtungsweisende Impulse in der Geschichte des Flamenco. Sie war eine der ersten und zu ihrer Zeit führenden Interpretinnen von Alegrías.
Der Überlieferung nach war sie auch eine der ersten, die das für den Flamenco typische Schleppenkleid, die Bata de cola, trug. Dazu trug und schwang sie das große Umhangtuch, den Mantón de Manila. Als erste setzte sie die Arme in den erhabenen Posen ein, die heutzutage als typische Elemente der Formensprache des Flamenco gelten.
Fernando el de Triana schilderte ihre Wirkung folgendermaßen:

«No era mejor que las mejores, pero no había ninguna mejor que ella. […] Su cara era blanca como el jazmín; de su boca, los labios eran corales […] y, cuando se reía, dejaba ver, para martirio de los hombres, un estuche de perlas finas, que eran sus dientes; su cabello, castaño claro, casi rubio; sus ojos, no eran ni más ni menos que dos luminosos focos verdes; y como detalle divino para coronar su encantadora belleza, era remendada, pues sus arqueadas y preciosas cejas y sus rizadas y abundantes pestañas, eran negras, como negras eran las ‘ducas‘ que pasaban los pocos hombres que tenían la desgracia, (…) de hablar con ella siquiera cinco minutos.»

„Sie war nicht besser als die Besten, aber es gab keine bessere als sie. (…) Ihr Gesicht war weiß wie Jasmin; ihre Lippen waren korallenrot, (…) und wenn sie lachte, zeigte sie zur Qual der Männer ein Schatzkästchen mit feinen Perlen, ihren Zähnen; ihr Haar, hellbraun, fast blond; ihre Augen waren nicht mehr und nicht weniger als zwei grüne Leuchtfeuer; und ein göttliches Detail krönte ihre bezaubernde Schönheit, denn ihre gewölbten und kostbaren Augenbrauen und ihre lockigen und üppigen Wimpern waren schwarz, ebenso schwarz wie der Liebeskummer, den die wenigen Männer litten, die das Unglück hatten, (…) auch nur fünf Minuten lang mit ihr zu sprechen.“

Und er schrieb weiterhin:

«Su figura era escultural y cuidado siempre de vestir los colores que más la hermoseaban, pero siempre su bata de cola, de percal, y su gran mantón de Manila.»

„Ihre Figur war bildschön und sie war immer darauf bedacht, sich in die Farben zu kleiden, die ihr am besten standen, doch sie trug stets ihre Bata de Cola und ihren großen Mantón de Manila.“